# Mădei, Neamț
Mădei este un sat în comuna Borca din județul Neamț, Moldova, România.
Satul Mădei are peste 300 de locuitori